# Svenska Dagbladet
Svenska Dagbladet (comumente abreviado como SvD, "Diário Sueco" em sueco) é um jornal diário da Suécia, publicado a partir de Estocolmo. Sua primeira edição foi publicada em 18 de dezembro de 1884, e cobre notícias nacionais e internacionais, assim como notícias da região da área metropolitana de Estocolmo. Suas assinaturas estão concentradas na capital, porém é distribuído por todo o país.

Entre os jornais matutinos da Suécia, o Svenska Dagbladet tem a terceira maior circulação (199.500 em 2009), depois do Dagens Nyheter e do Göteborgs-Posten.

A posição declarada de sua página editorial é "independentemente moderado" (obunden moderat), o que significa que ele defende um ponto de vista independente, porém adere ao conservadorismo liberal do Partido Moderado.

Desde 1925 o Svenska Dagbladet premia uma equipe ou personalidade individual esportiva ao fim de cada ano com a Medalha de Ouro do Svenska Dagbladet (Svenska Dagbladets guldmedalj).